# Statistiques de la coupe d'Europe de rugby à XV
Cette page présente des statistiques de la Coupe d'Europe de rugby à XV depuis la première édition de la compétition en 1995-1996 jusqu'à l'édition 2024-2025. Les résultats de tous les matchs y sont recensés.

## Statistiques générales
Statistiques arrêtées le 25 mai 2025 à l'issue de l'édition 2024-2025.
- Plus grand nombre de titres pour un club : 6 Stade toulousain
- Plus grand nombre de titres pour un pays : 13 France
- Plus grand nombre de titres pour un joueur : 6 Frédéric Michalak[Note 1]  (Stade toulousain 2003, 2005, 2010 ; RC Toulon 2013, 2014, 2015)
- Plus grand nombre de titres consécutifs pour un club : 3 RC Toulon
- Plus grand nombre de titres consécutifs pour un pays : 5 France
- Plus grand nombre de participations à une finale pour un club : 8 Stade toulousain
- Plus grand nombre de représentations en finale : 22 France
- Plus grand nombre de participations consécutives à une finale pour un club : 3 Stade toulousain , RC Toulon , Stade rochelais , Leinster
- Plus grand nombre de participations à la compétition : 26 (Munster , Leinster , Ulster ) (soit la totalité des compétitions depuis la création de la Coupe d'Europe)
- Victoire la plus large en finale : 28 points d'écart (Leinster  42-14 Ulster  en 2012)
- Plus grand nombre de points marqués en finale : 64 (Leicester Tigers  34-30 Stade français  en 2001)
- Victoire la moins large en finale : 1 point d'écart (Bath Rugby 19-18 CA Brive  en 1998, Northampton Saints  9-8 Munster  en 2000, RC Toulon  16-15 ASM Clermont Auvergne  en 2013, et Leinster  26-27 Stade rochelais  en 2023)
- Plus petit nombre de points marqués en finale : 17 (Northampton Saints  9-8 Munster , en 2000)
- Plus grand nombre d'essais pour un joueur : 41 Chris Ashton
- Plus grand nombre d'essais pour un joueur en une édition : 14 Damian Penaud
- Plus grand nombre d'essais dans un match pour un joueur : 6 Damian Penaud [1]
- Plus jeune joueur champion : Danny Cipriani , 19 ans 6 mois 18 jours lors de la finale remportée par les London Wasps le 20 mai 2007
- Plus vieux joueur champion : Sébastien Bruno , 38 ans 8 mois 23 jours lors de la finale remportée par le Rugby club toulonnais le 18 mai 2013
- Le Stade toulousain est devenu la première équipe à aligner 100 victoires en Coupe d'Europe en battant les Glasgow Warriors  19- 11, le 7 décembre 2014 au stade Ernest-Wallon.

## Statistiques par équipe

### Classement par nombre de matchs
Le tableau ci-dessous présente les statistiques à l'issue de l'édition 2023-2024.
| Rang | Club                  | MJ  | V   | N | D  | % V  | % D   |
| ---- | --------------------- | --- | --- | - | -- | ---- | ----- |
| 1    | Leinster              | 204 | 143 | 5 | 56 | 70 % | 27 %  |
| 2    | Stade toulousain      | 202 | 141 | 6 | 55 | 69 % | 27 %  |
| 3    | Munster               | 200 | 132 | 5 | 63 | 66 % | 32 %  |
| 4    | Leicester Tigers      | 173 | 106 | 4 | 63 | 61 % | 36 %  |
| 5    | Ulster                | 169 | 84  | 3 | 82 | 50 % | 49 %  |
| 7    | Ospreys               | 158 | 59  | 8 | 91 | 37 % | 58 %  |
| 8    | Llanelli Scarlets     | 156 | 70  | 4 | 82 | 45 % | 53 %  |
| 8    | Glasgow Warriors      | 140 | 49  | 3 | 88 | 35 % | 63 %  |
| 9    | Northampton Saints    | 133 | 71  | 1 | 61 | 53 % | 46 %  |
| 10   | ASM Clermont Auvergne | 128 | 76  | 2 | 50 | 59 % | 39 %  |
| 11   | Cardiff Blues         | 128 | 60  | 3 | 65 | 47 % | 51 %  |
| 12   | Benetton Trévise      | 120 | 20  | 1 | 99 | 17 % | 82 %  |
| 13   | London Wasps          | 119 | 69  | 5 | 45 | 58 % | 38 %  |
| 14   | Édimbourg             | 118 | 46  | 3 | 69 | 38 % | 59 %  |
| 15   | Saracens              | 117 | 79  | 2 | 35 | 68 % | 30 %  |
| 16   | Bath Rugby            | 114 | 57  | 3 | 54 | 50 % | 47 %  |
| 17   | Harlequins            | 106 | 47  | 3 | 56 | 44 % | 53 %  |
| 18   | Stade français Paris  | 96  | 57  | 2 | 37 | 59 % | 39 %  |
| 19   | Castres olympique     | 96  | 32  | 3 | 61 | 33 % | 64 %  |
| 20   | Racing Métro 92       | 92  | 48  | 4 | 40 | 52 % | 43 %  |
| 21   | Biarritz olympique    | 91  | 57  | 1 | 33 | 63 % | 36 %  |
| 22   | Gloucester RFC        | 84  | 45  | 1 | 38 | 54 % | 45 %  |
| 23   | USA Perpignan         | 81  | 47  | 1 | 33 | 59 % | 39 %  |
| 24   | Sale Sharks           | 80  | 26  | 1 | 53 | 33 % | 66 %  |
| 25   | Exeter Chiefs         | 69  | 36  | 2 | 31 | 52 % | 45 %  |
| 26   | Dragons               | 68  | 17  | 0 | 51 | 25 % | 75 %  |
| 27   | Rugby club toulonnais | 67  | 43  | 0 | 24 | 64 % | 48 %  |
| 27   | Montpellier HR        | 63  | 23  | 3 | 37 | 37 % | 59 %  |
| 29   | CS Bourgoin-Jallieu   | 48  | 12  | 0 | 36 | 25 % | 75 %  |
| 30   | Celtic Warriors       | 44  | 17  | 1 | 26 | 39 % | 59 %  |
| 31   | Stade rochelais       | 42  | 30  | 1 | 11 | 71 % | 26 %  |
| 32   | London Irish          | 42  | 16  | 2 | 24 | 38 % | 57 %  |
| 33   | Rugby Calvisano       | 42  | 2   | 0 | 40 | 14 % | 86 %  |
| 34   | Connacht              | 42  | 15  | 0 | 27 | 36 % | 64 %  |
| 35   | Union Bordeaux Bègles | 40  | 18  | 2 | 21 | 45 % | 53 %  |
| 36   | Rugby Viadana         | 30  | 1   | 0 | 29 | 3 %  | 97 %  |
| 37   | Bristol Rugby         | 25  | 12  | 1 | 12 | 48 % | 48 %  |
| 38   | Lyon OU               | 24  | 6   | 0 | 18 | 25 % | 75 %  |
| 39   | CA Brive              | 23  | 14  | 1 | 8  | 61 % | 35 %  |
| 40   | Border Reivers        | 22  | 3   | 0 | 19 | 14 % | 86 %  |
| 41   | US Colomiers          | 21  | 11  | 1 | 9  | 52 % | 43 %  |
| 42   | Section paloise       | 19  | 10  | 0 | 9  | 53 % | 47 %  |
| 43   | Newcastle Falcons     | 19  | 8   | 0 | 11 | 42 % | 58 %  |
| 44   | Zebre                 | 18  | 0   | 0 | 18 | 0 %  | 100 % |
| 45   | SU Agen               | 12  | 6   | 0 | 6  | 50 % | 50 %  |
| 46   | Leeds Carnegie        | 12  | 5   | 0 | 7  | 42 % | 58 %  |
| 47   | Amatori Milan         | 12  | 1   | 0 | 11 | 8 %  | 92 %  |
| -    | Petrarca Padoue       | 12  | 1   | 0 | 11 | 8 %  | 92 %  |
| 49   | Stormers              | 11  | 7   | 0 | 4  | 64 % | 37 %  |
| 50   | Bulls                 | 11  | 6   | 0 | 5  | 55 % | 45 %  |
| 51   | Caledonia Reds        | 10  | 2   | 0 | 8  | 20 % | 80 %  |
| 52   | Sharks                | 6   | 4   | 0 | 2  | 67 % | 33 %  |
| 53   | FC Grenoble           | 6   | 3   | 0 | 3  | 50 % | 50 %  |
| 54   | AS Béziers            | 6   | 2   | 0 | 4  | 33 % | 67 %  |
| 55   | Parme                 | 6   | 1   | 0 | 5  | 17 % | 83 %  |
| 56   | US Montauban          | 6   | 1   | 0 | 5  | 17 % | 83 %  |
| 57   | US Oyonnax            | 6   | 1   | 0 | 5  | 17 % | 83 %  |
| 58   | Rugby Rome            | 6   | 0   | 0 | 6  | 0 %  | 100 % |
| -    | L'Aquila Rugby        | 6   | 0   | 0 | 6  | 0 %  | 100 % |
| 60   | US Dax                | 5   | 3   | 0 | 2  | 60 % | 40 %  |
| 61   | Aviron bayonnais      | 4   | 1   | 1 | 2  | 25 % | 50 %  |
| 62   | RCJ Farul Constanța   | 2   | 0   | 0 | 2  | 0 %  | 100 % |

### Classement par attaque
Ne sont classés ici que les clubs ayant joué au moins 60 matchs en Coupe d'Europe. Statistiques arrêtées à l'issue de l'édition 2020-2021.
| Rang | Club                  | PM / M | EM / M | NP | MJ  | PM    | EM  |
| ---- | --------------------- | ------ | ------ | -- | --- | ----- | --- |
| 1    | Stade français Paris  | 28,9   | 3,2    | 12 | 86  | 2 482 | 271 |
| 2    | London Wasps          | 27,9   | 3,2    | 17 | 115 | 3 204 | 365 |
| 3    | Saracens              | 27,6   | 2,9    | 13 | 106 | 2 921 | 304 |
| 4    | ASM Clermont Auvergne | 27,3   | 3,0    | 15 | 118 | 3 217 | 358 |
| 5    | Stade toulousain      | 26,7   | 2,9    | 23 | 177 | 4 730 | 511 |
| 6    | Leinster              | 26,1   | 2,8    | 24 | 178 | 4 647 | 504 |
| 7    | Leicester Tigers      | 25,7   | 2,8    | 22 | 155 | 3 985 | 438 |
| 8    | USA Perpignan         | 25,5   | 2,9    | 12 | 81  | 2 069 | 238 |
| 9    | Gloucester RFC        | 25,0   | 2,7    | 11 | 79  | 1 976 | 216 |
| 10   | Munster               | 24,9   | 2,6    | 24 | 183 | 4 560 | 474 |
| 11   | RC Toulon             | 24,3   | 2,3    | 8  | 63  | 1 530 | 144 |
| 12   | Biarritz olympique    | 24,1   | 2,7    | 13 | 91  | 2 190 | 244 |
| 13   | Racing 92             | 23,5   | 2,5    | 9  | 75  | 1 762 | 191 |
| 14   | Cardiff Blues         | 22,6   | 2,1    | 19 | 120 | 2 710 | 254 |
| 15   | Llanelli Scarlets     | 22,1   | 2,3    | 23 | 152 | 3 366 | 346 |
| 16   | Northampton Saints    | 22,1   | 2,4    | 16 | 118 | 2 611 | 287 |
| 17   | Bath Rugby            | 21,9   | 2,2    | 15 | 105 | 2 297 | 232 |
| 18   | Ulster                | 21,8   | 2,2    | 24 | 154 | 3 361 | 333 |
| 19   | Ospreys               | 21,5   | 2,1    | 22 | 149 | 3 197 | 315 |
| 20   | Harlequins            | 21,1   | 2,3    | 13 | 88  | 1 857 | 204 |
| 21   | Glasgow Warriors      | 19,9   | 2,0    | 20 | 131 | 2 601 | 268 |
| 22   | Castres olympique     | 18,8   | 1,9    | 15 | 88  | 1 657 | 164 |
| 23   | Sale Sharks           | 18,4   | 2,0    | 9  | 64  | 1 176 | 127 |
| 24   | Edinburgh             | 18,0   | 1,8    | 18 | 112 | 2 011 | 201 |
| 25   | Dragons               | 17,6   | 1,9    | 11 | 68  | 1 197 | 126 |
| 26   | Benetton Trévise      | 17,1   | 1,7    | 20 | 120 | 2 054 | 209 |

### Classement par défense
Ne sont classés ici que les clubs ayant joué au moins 60 matchs en Coupe d'Europe. Statistiques arrêtées à l'issue de l'édition 2020-2021.
| Rang | Club                  | PE / M | EE / M | NP | MJ  | PE    | EE  |
| ---- | --------------------- | ------ | ------ | -- | --- | ----- | --- |
| 1    | Biarritz olympique    | 16,7   | 1,5    | 13 | 91  | 1 519 | 139 |
| 2    | Stade français Paris  | 17,2   | 1,5    | 12 | 86  | 1 479 | 126 |
| 3    | Munster               | 17,4   | 1,6    | 24 | 183 | 3 183 | 288 |
| 4    | Saracens              | 17,9   | 1,7    | 13 | 106 | 1 895 | 178 |
| 5    | RC Toulon             | 18,3   | 1,7    | 8  | 63  | 1 152 | 108 |
| 6    | Leinster              | 18,5   | 1,8    | 24 | 178 | 3 293 | 321 |
| 7    | Stade toulousain      | 18,6   | 1,7    | 23 | 177 | 3 301 | 299 |
| 8    | ASM Clermont Auvergne | 18,9   | 1,7    | 15 | 118 | 2 235 | 208 |
| 9    | USA Perpignan         | 19,0   | 1,8    | 12 | 81  | 1 543 | 142 |
| 10   | Leicester Tigers      | 19,3   | 1,8    | 22 | 155 | 2 984 | 277 |
| 11   | Bath Rugby            | 19,5   | 1,8    | 15 | 105 | 2 045 | 187 |
| 12   | Racing 92             | 19,8   | 2      | 9  | 75  | 1 488 | 147 |
| 13   | London Wasps          | 20,3   | 2,0    | 17 | 115 | 2 329 | 227 |
| 14   | Northampton Saints    | 21,0   | 2,2    | 16 | 118 | 2 478 | 255 |
| 15   | Ulster                | 21,9   | 2,3    | 24 | 157 | 3 435 | 363 |
| 16   | Gloucester RFC        | 22,1   | 2,3    | 11 | 79  | 1 748 | 183 |
| 17   | Cardiff Blues         | 23,1   | 2,3    | 19 | 120 | 2 770 | 270 |
| 18   | Ospreys               | 23,4   | 2,5    | 22 | 149 | 3 487 | 377 |
| 19   | Harlequins            | 23,5   | 2,4    | 13 | 88  | 2 072 | 211 |
| 20   | Sale Sharks           | 23,6   | 2,6    | 9  | 64  | 1 510 | 165 |
| 21   | Castres olympique     | 23,8   | 2,5    | 15 | 88  | 2 095 | 220 |
| 22   | Llanelli Scarlets     | 24,4   | 2,7    | 23 | 152 | 3 716 | 416 |
| 23   | Edinburgh             | 24,9   | 2,7    | 18 | 112 | 2 794 | 301 |
| 24   | Glasgow Warriors      | 25,9   | 3      | 20 | 131 | 3 398 | 390 |
| 25   | Dragons               | 28,9   | 3,4    | 11 | 68  | 1 968 | 231 |
| 26   | Benetton Trévise      | 34,1   | 4,4    | 20 | 120 | 4 095 | 530 |

## Statistiques individuelles

### Meilleurs marqueurs d'essais
Au 5 janvier 2025, Chris Ashton est le meilleur marqueur de l'histoire de la Coupe d'Europe avec 41 essais inscrits en 70 rencontres disputées de 2009 à 2023.
| Rang | Joueur           | Essais | MJ  | Période   |
| ---- | ---------------- | ------ | --- | --------- |
| 1    | Chris Ashton     | 41     | 70  | 2009-2023 |
| 2    | Vincent Clerc    | 36     | 83  | 2002-2017 |
| 3    | Simon Zebo       | 35     | 68  | 2011-2024 |
| 4    | Juan Imhoff      | 33     | 62  | 2011-2024 |
| 4    | Brian O'Driscoll | 33     | 87  | 1999-2014 |
| 6    | James Lowe       | 31     | 39  | 2018-     |
| 7    | Tommy Bowe       | 30     | 66  | 2004-2018 |
| 8    | Dafydd James     | 29     | 60  | 1996-2008 |
| 9    | Damian Penaud    | 27     | 33  | 2017-     |
| 9    | Antoine Dupont   | 27     | 51  | 2014-     |
| 9    | Andrew Trimble   | 27     | 71  | 2005-2018 |
| 9    | Shane Horgan     | 27     | 87  | 1998-2012 |
| 13   | Gordon D'Arcy    | 26     | 104 | 1998-2015 |
| 14   | Napolioni Nalaga | 25     | 37  | 2007-2015 |
| 14   | Geordan Murphy   | 25     | 74  | 1999-2013 |

### Meilleurs réalisateurs
À titre individuel, Ronan O'Gara détient le record du plus grand nombre de points marqués dans la compétition. Au 14 avril 2021, avec 1 365 points inscrits en 110 rencontres disputées de 1997 à 2013, il domine largement les autres buteurs. Le tableau suivant liste les joueurs ayant inscrit 500 points ou plus :
| Rang | Joueur           | Points | Essais | Transf. | Pén. | Drop | MJ  | Période   |
| ---- | ---------------- | ------ | ------ | ------- | ---- | ---- | --- | --------- |
| 1    | Ronan O'Gara     | 1 365  | 8      | 187     | 301  | 16   | 110 | 1997-2013 |
| 2    | Stephen Jones    | 869    | 7      | 117     | 196  | 4    | 84  | 1996-2013 |
| 3    | Owen Farrell     | 804    | 5      | 124     | 185  | 2    | 73  | 2010 -    |
| 4    | Jonathan Sexton  | 688    | 12     | 137     | 146  | 4    | 81  | 2007-2023 |
| 5    | Dimitri Yachvili | 661    | 10     | 103     | 132  | 3    | 63  | 2003-2013 |
| 6    | Dan Biggar       | 648    | 5      | 88      | 145  | 7    | 67  | 2008-     |
| 7    | Diego Domínguez  | 645    | 8      | 106     | 125  | 6    | 42  | 1995-2004 |
| 8    | Morgan Parra     | 572    | 3      | 109     | 112  | 1    | 84  | 2006-2022 |
| 9    | David Humphreys  | 564    | 14     | 46      | 115  | 19   | 57  | 1996-2008 |
| 10   | Leigh Halfpenny  | 548    | 13     | 75      | 120  | 0    | 63  | 2008-     |
| 11   | Neil Jenkins     | 502    | 4      | 55      | 121  | 3    | 37  | 1995-2004 |
| 12   | David Skrela     | 500    | 9      | 67      | 97   | 10   | 66  | 1998-2013 |

### Plus grand nombre de matchs joués
À titre individuel, Cian Healy détient le record absolu du plus grand nombre de matchs joués dans la compétition.
| Rang | Joueur               | MJ  | Période   |
| ---- | -------------------- | --- | --------- |
| 1    | Cian Healy           | 112 | 2007-     |
| 2    | Ronan O'Gara         | 110 | 1997-2013 |
| 3    | Gordon D'Arcy        | 104 | 1998-2015 |
| 4    | John Hayes           | 101 | 1998-2012 |
| -    | Peter Stringer       | 101 | 1998-2017 |
| -    | Richard Wigglesworth | 101 | 2002-2022 |
| 7    | Donncha O'Callaghan  | 97  | 1998-2014 |
| 8    | Clément Poitrenaud   | 96  | 2000-2016 |
| 9    | Benjamin Kayser      | 93  | 2004-2018 |
| 10   | Leo Cullen           | 92  | 1998-2014 |